# Cándido Cartón
Cándido Cartón (Madrid ? - † Madrid, 1949) fou un funcionari espanyol. Va ser botxí de les Audiències de Sevilla (1936-1939) i Madrid (1940-1949). Junt amb Florencio Fuentes Estébanez va ser l'últim botxí que va estar actiu durant la República espanyola i principis del franquisme.
Va actuar com a botxí amb els presos de la Presó de Sevilla i Còrdova durant la Guerra Civil espanyola i, per tant, fou un instrument de la repressió política del franquisme.

## Alguns dels reus executats per Cándido Cartón
- Manuel Gallego Fernández (Sevilla, 8 de març de 1937)[2]
- Manuel González Rubio (Sevilla, 10 de març de 1937)[2]
- Agapito García Atadell (Sevilla, 15 de juliol de 1937)
- Pedro Penabad Rodríguez (Sevilla, 15 de juliol de 1937)
- José Galán Bernal (Sevilla, 11 d'octubre de 1937)[2]
- José Muñoz Mesa (Sevilla, 5 de febrer de 1938)[2]
- Ana París García (Sevilla, 5 de febrer de 1938)[2]
- Miguel Sánchez Torres (Sevilla, 5 de febrer de 1938)[2]
- Miguel Ortega Fernández (Sevilla, 5 de febrer de 1938)[2]
- Mateo Guerrero Muñoz (Còrdova, 10 de febrer de 1938)
- José Herencia Romero (Còrdova, 10 de febrer de 1938)
- Antonio Carrillo Latorre (Còrdova, 10 de febrer de 1938)
- Fernando Rodríguez Liñán (Còrdova, 10 de febrer de 1938)
- Miguel Rodríguez Liñán (Còrdova, 10 de febrer de 1938)
- Antonio Pérez Cabeza (Sevilla, 7 de març de 1938)[2]
- Francisco Bravo Expósito, (a) Sultán (Còrdova, 10 de març de 1938)
- José María Arquillo Medel (Còrdova, 10 de març de 1938)
- Antonio Pino Fernández (Còrdova, 21 de maig de 1938)
- Rafael García Torrico (Còrdova, 27 de juny de 1938)
- Carmelo Iglesias Muñoz (Madrid, 9 de desembre de 1941)[3]